# Boleto Edmondson

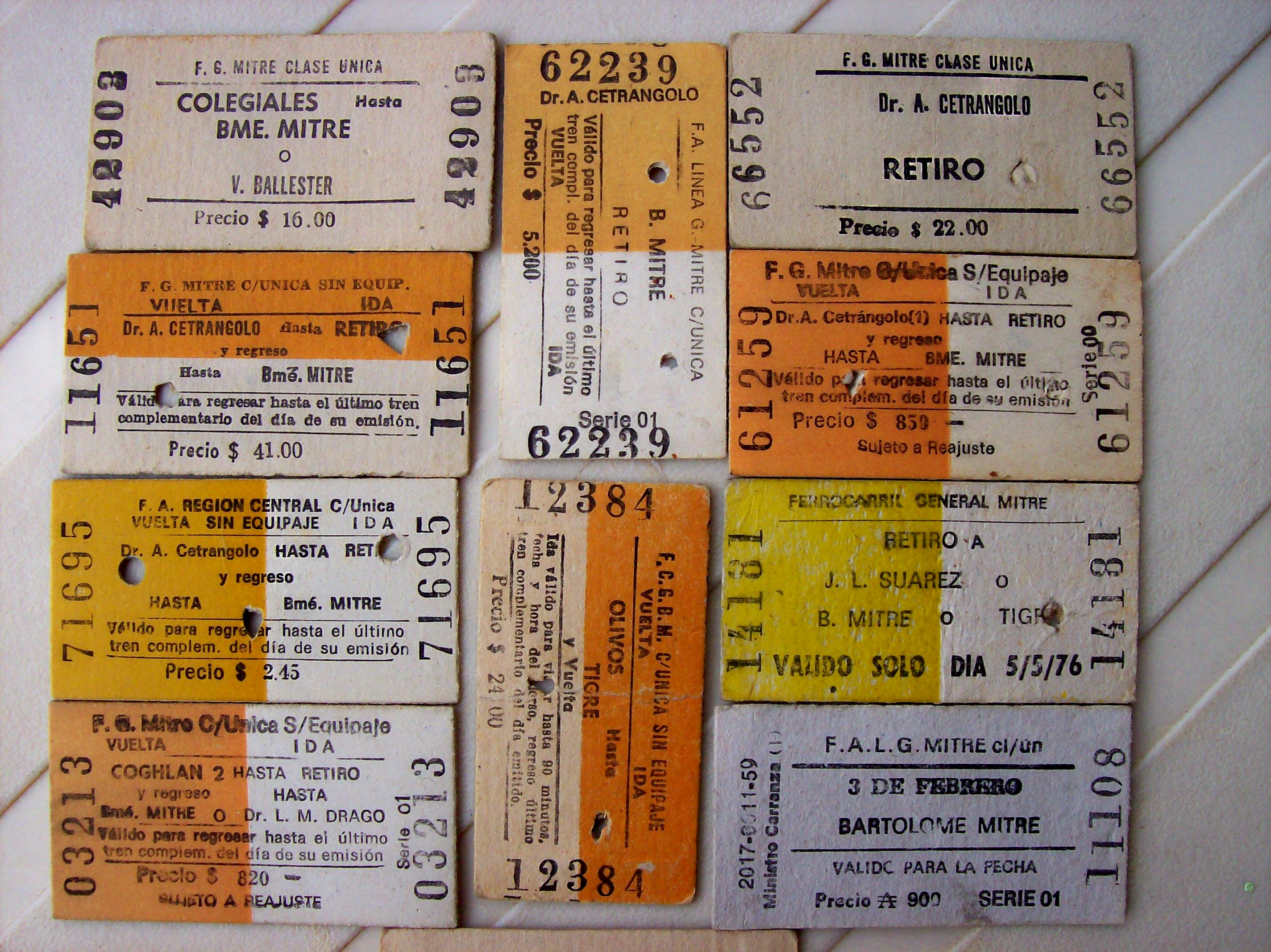
Boletos Edmondson de Ferrocarriles Argentinos.

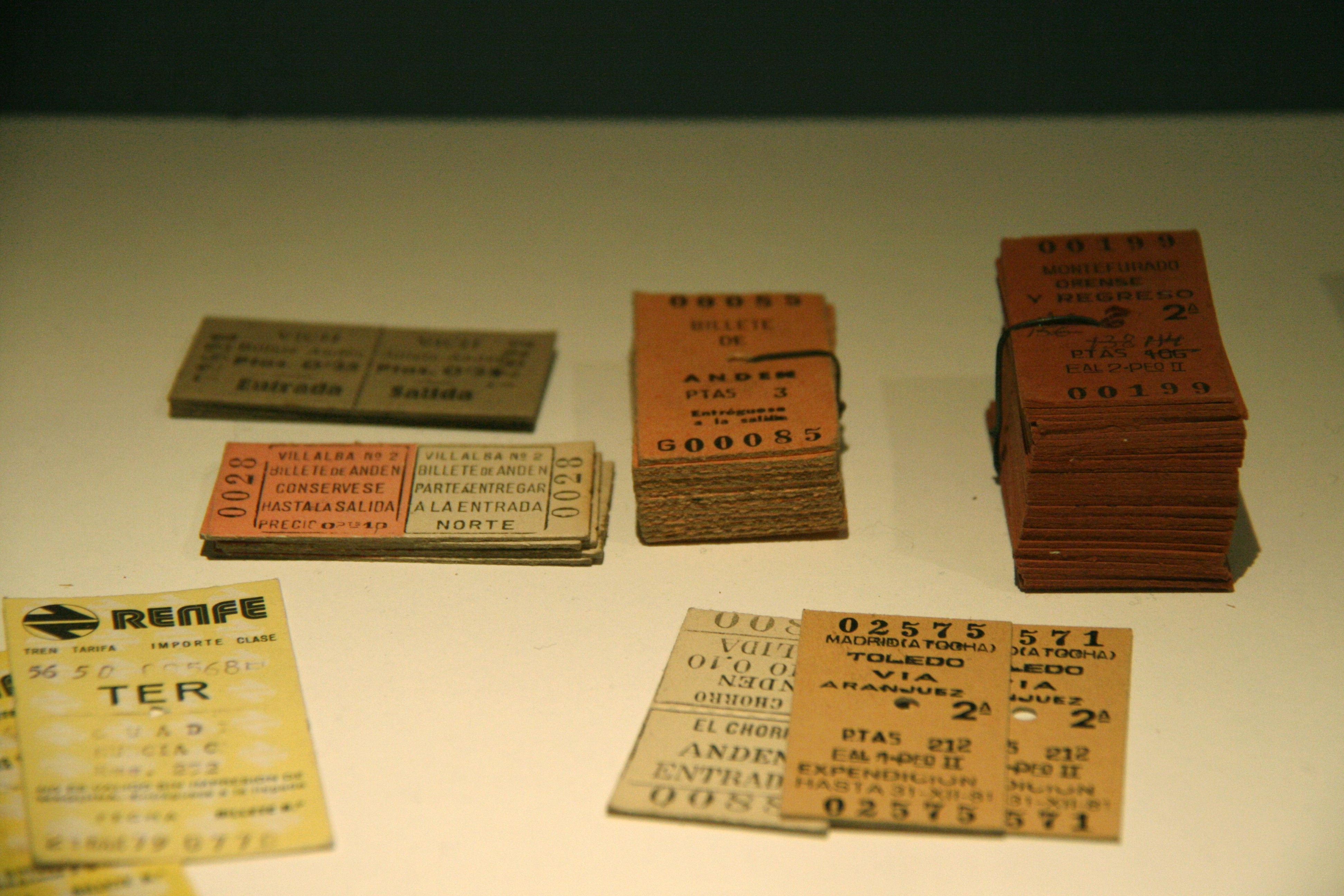

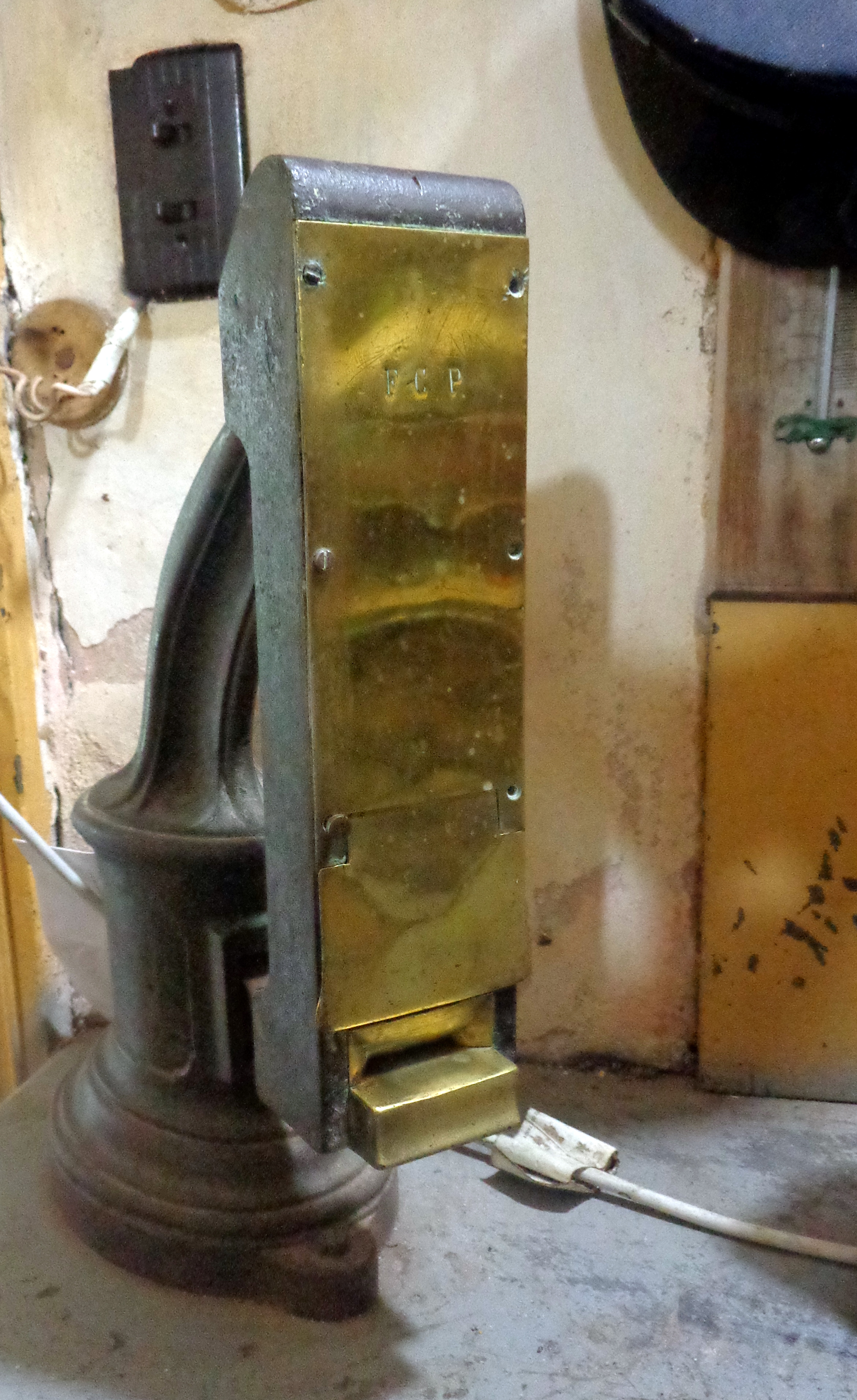
Máquina Edmondson para fechar boletos de tren, en el Museo de la estación Navarro, Argentina.

El boleto Edmondson es un sistema que involucra la impresión, almacenado, fechado, contabilización y control de pasajes en ferrocarriles. Ideado alrededor de los años 1840 por Thomas Edmondson —de quien toman el nombre—, un experimentado ebanista que se desempeñaba como jefe de estación en el Ferrocarril de Newcastle y Carlisle, su uso se expandió a gran parte del mundo junto con los ferrocarriles de capital británico y perduró hasta su reemplazo por sistemas más modernos recién en las últimas décadas del siglo XX.

## Características

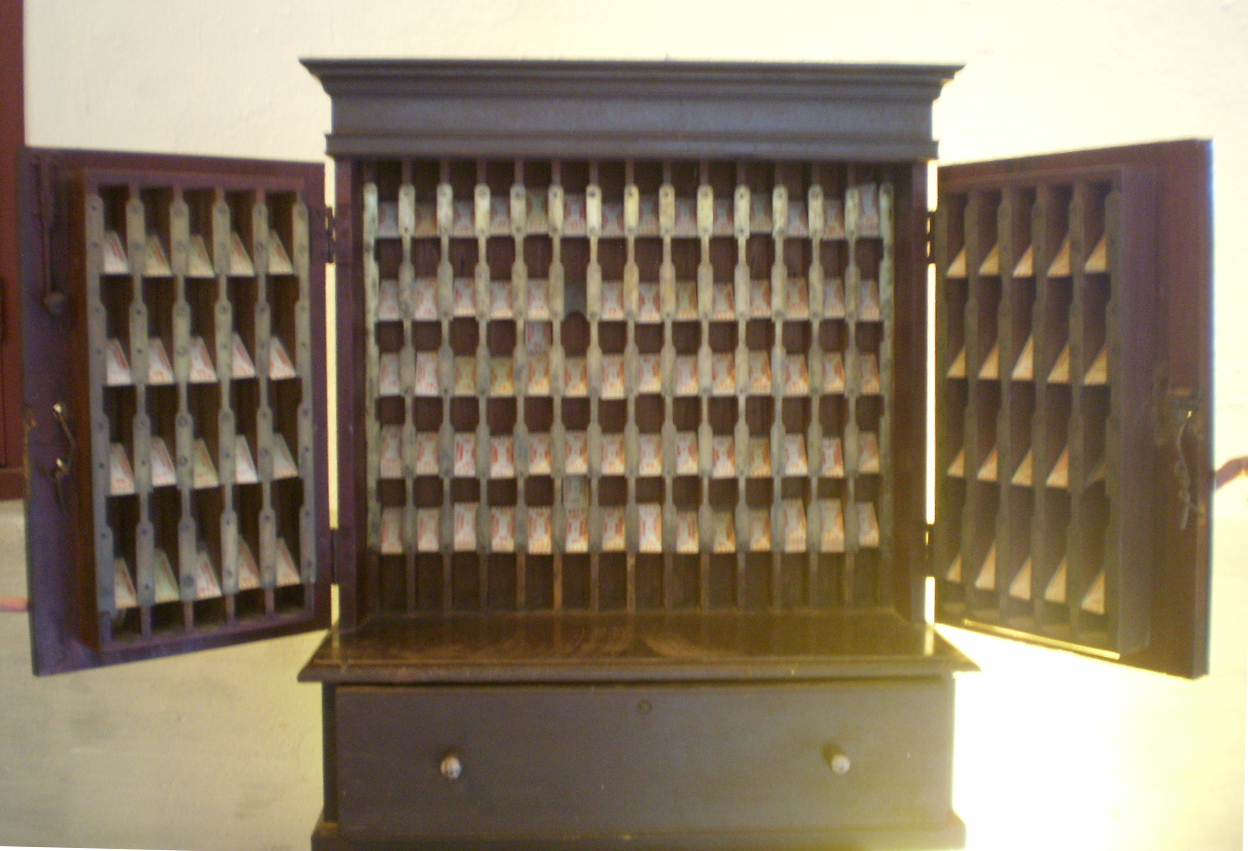
Placar para boletos Edmondson, estación de Sapucai, FCPCAL, Paraguay.

Los boletos son impresos en tarjetas de cartón de alrededor de 2,5 por 5 cm y numerados en sus costados, imprimiéndose la fecha correspondiente al momento de su emisión por una máquina específica. A su vez, son generalmente ordenados en un dispositivo especial según su destino. Es normal el uso de distintos colores o combinaciones de ellos para facilitar la tarea de distinción de los distintos ramales o secciones.

## Historia
British Rail cerró su última imprenta de boletos Edmondson en 1988, saliendo definitivamente de circulación en febrero de 1990. Ferrocarriles Argentinos los utilizó hasta su disolución en 1993, y algunas concesionarias privadas los mantuvieron por un tiempo, como en el caso del metro de Medellín (Medellín - Colombia) quien los reemplazó por tiquetes plásticos reutilizables en 2008. En la Argentina existe un grupo, la Asociación de Boletos tipo Edmondson, dedicado a la colección y difusión de los viejos boletos de cartón. En España se está recuperando una imprenta histórica ferroviaria Edmorón para la impresión de boletos tipo Edmondson.
- Agrupación Boletos tipo Edmondson
- Billetes del Archivo Histórico Ferroviario de España
- Boletos de cartón tipo "Edmondson" Archivado el 10 de octubre de 2007 en Wayback Machine.
- Edmondson tickets of Argentina and Chile (en inglés)
- Tren de las Rosas - Boletos Simbólicos tipo Edmondson (enlace roto disponible en Internet Archive; véase el historial, la primera versión y la última).